# Las Navas de la Concepción
Las Navas de la Concepción település Spanyolországban, Sevilla tartományban. Las Navas de la Concepción Alanís, Hornachuelos, La Puebla de los Infantes és Constantina községekkel határos. Lakosainak száma 1520 fő (2024).

## Népesség
A település népessége az elmúlt években az alábbi módon változott:
| Lakosok száma | 1886 | 1848 | 1788 | 1749 | 1721 | 1684 | 1601 | 1559 | 1552 | 1520 |
|               | 2001 | 2004 | 2007 | 2009 | 2012 | 2014 | 2017 | 2019 | 2022 | 2024 |